# Редингхаузен
Редингхаузен (њем. Rödinghausen) општина је у њемачкој савезној држави Северна Рајна-Вестфалија. Једно је од 9 општинских средишта округа Херфорд. Према процјени из 2010. у општини је живјело 9.964 становника. Посједује регионалну шифру (AGS) 5758028, NUTS (DEA43) и LOCODE (DE RGU) код.

## Географски и демографски подаци
Редингхаузен се налази у савезној држави Северна Рајна-Вестфалија у округу Херфорд. Општина се налази на надморској висини од 135 метара. Површина општине износи 36,3 km². У самом мјесту је, према процјени из 2010. године, живјело 9.964 становника. Просјечна густина становништва износи 275 становника/km².

## Међународна сарадња
| Мјесто | Држава | Врста сарадње | Од    |
| ------ | ------ | ------------- | ----- |
|        | САД    | партнерство   | 1995. |
| Извор  |        |               |       |